# Saint-Affrique-les-Montagnes
Saint-Affrique-les-Montagnes är en kommun i departementet Tarn i regionen Occitanien i södra Frankrike. Kommunen ligger i kantonen Labruguière som tillhör arrondissementet Castres. År 2022 hade Saint-Affrique-les-Montagnes 750 invånare.

## Befolkningsutveckling
Antalet invånare i kommunen Saint-Affrique-les-Montagnes
| Referens: INSEE |